# Kontrola bezpieczeństwa (film)
Kontrola bezpieczeństwa (ang. Carry-On) – amerykański thriller z 2024 roku w reżyserii Jaumego Colleta-Serry i według scenariusza T. J. Fixmana, rozpowszechniany przez platformę streamingową Netflix. W rolach głównych wystąpili Taron Egerton i Jason Bateman. 
Film miał światową i polską premierę 13 grudnia 2024 roku na Netfliksie. 

## Fabuła
Akcja filmu rozgrywa się na głównym lotnisku w Los Angeles (LAX) w wigilię Bożego Narodzenia, w okresie największego ruchu. Głównym bohaterem jest Ethan Kopek, oficer Transportation Security Administration (TSA, amerykańskiej Agencji Bezpieczeństwa Transportu, odpowiedzialnej za bezpieczeństwo w transporcie i powstałej po 11 września 2001). Kopek pierwszy dzień pracuje na nowym dla siebie stanowisku przy skanerze bagażu. 

## Obsada
- Taron Egerton jako Ethan Kopek
- Jason Bateman jako Podróżny (oryg. Mysterious Traveller)
- Sofia Carson jako Nora Parisi, dziewczyna Kopeka
- Danielle Deadwyler jako Elena Cole, detektyw policji
- Theo Rossi jako Obserwator (oryg. Watcher)
- Sinqua Walls jako Jason Noble, przyjaciel i kolega Kopeka z pracy w TSA, zamieniający z nim stanowisko pracy
- Dean Norris jako Phil Sarkowski, zwierzchnik Kopeka w pracy w TSA
- Curtiss Cook jako Lionel Williams, policjant na lotnisku bezpośrednio współpracujący z TSA
- Joe Williamson jako Ron Dunn, kolega Kopeka z pracy w TSA
- Gil Perez-Abraham jako Eddie, kolega Kopeka z pracy w TSA
- Josh Brener jako Herschel, policyjny informatyk
- Tonatiuh jako Mateo Flores
- Adam Stephenson jako Jesse, partner/mąż Mateo Floresa
- Logan Marshall-Green jako agent John Alcott
- Benito Martinez jako Marm Bellows, szef ochrony lotniska (Security Director)
- Jill Flint jako kongresmenka Grace Turner
- Nico Bucher jako pasażerka o niebieskich włosach (m.in. podsunęła małą słuchawkę Kopekowi)
- Michael Scott jako Samir
- Reisha Reynolds jako Nina
- Edwin Kho jako Lance
- Jeff Pope jako Olek, starszy z obu Rosjan
- Raymond Rehage jako Yuri, młodszy z Rosjan

## Produkcja
Chociaż akcja filmu toczy się w Los Angeles, zdjęcia kręcono na lotnisku w Nowym Orleanie.

## Odbiór

### Oglądalność
W pierwsze trzy dni rozpowszechniania „Kontrola bezpieczeństwa” wygenerowała 42 mln wyświetleń, co jest najlepszym wynikiem 2024 roku dla oryginalnej produkcji Netfliksa.